# Ethan Hunt
Ethan Matthew Hunt (Madison, Wisconsin, 18 de agosto de 1964) es el personaje principal de la serie de películas de Misión imposible. En las siete películas es interpretado por Tom Cruise.
Poco se conoce sobre su nacimiento e infancia. En la primera película, se menciona que sus padres tenían una granja que un tío suyo, llamado Donald, le ayudó a administrar tras la muerte de su padre, víctima de una enfermedad no citada por el guion. Tanto su madre como su tío fueron llevados bajo custodia policial, acusados de tráfico de narcóticos, como parte de un plan de la CIA para retirarle y esconderle en Europa mientras Ethan era acusado falsamente de traición. En la tercera película, se sabe que, posteriormente, ambos parientes han muerto.

## Misión imposible
Ethan es un agente de campo de la Fuerza de Misión Imposible que es señalado como culpable de la muerte de sus compañeros y su superior. Entonces, tiene que demostrar que él es inocente y que todo se trata de una trampa. Liderando a un equipo renegado que incluye a Luther Stickell (el cual, por cierto, le acompañará en las posteriores misiones imposibles), Ethan finalmente consigue encontrar a los culpables.

## Misión imposible 2
En la segunda película, Ethan debe detener a Sean Ambrose, un agente renegado de la FMI. Durante esta misión, Ethan se vuelve más experimentado en combate y adquiere experiencia en el uso de armas de fuego. También, Ethan se enamora de Nyah Nordoff-Hall, una bella ladrona y una vez amante de Ambrose. Ethan deja sus técnicas cerebrales y se vuelve más extrovertido y extravagante en esta y la próxima película.

## Misión imposible 3
En la tercera película, Ethan ya no es agente de campo, pero sigue trabajando para la FMI entrenando nuevos agentes. Vive con su novia Julia. Ethan vuelve a la acción para detener a un oficial corrupto de la FMI.

## Misión imposible: protocolo fantasma
Cuando una bomba explota en el Kremlin de Moscú, el gobierno de Estados Unidos inicia una "operación de seguridad" (black ops) denominada "protocolo fantasma" (Ghost protocol) y cancela todas las operaciones del FMI. Ethan Hunt y su equipo están a punto de ser culpados por el ataque, pero se les permite escapar, como parte de un plan que les permita operar -Si deciden aceptarlo- desde la oscuridad, fuera de su agencia.
A su equipo se unen Jane Carter (Paula Patton) y William Brandt (Jeremy Renner)

## Misión imposible: nación secreta
El nuevo enemigo al que debe enfrentar el grupo liderado por Ethan Hunt se da por llamar "El Sindicato", una organización de agentes especiales y mercenarios renegados dispuestos a instalar un nuevo orden mundial. Hunt cuenta en esta misión con la colaboración, algo ambigua, de la agente doble británica Ilsa Faust, que no le da la certeza de estar totalmente de su lado y termina complicando cada situación que se presenta.

## Mission: Impossible - Fallout
Lo sucedido previamente en Nación Secreta hace que la CIA ponga en jaque a la libertad de acción que tiene la FMI. Hunt se ve obligado a contar con el apoyo de un agente de ese departamento para encontrar un cargamento de plutonio que se perdió cuando él mismo priorizó la vida de su compañero, librando la posibilidad de una real catástrofe si El Sindicato se apodera de él. Vuelve Ilsa Faust como compañera e interés amoroso de Ethan, que además también volverá a ver a su exesposa.

## Misión imposible: sentencia mortal
En la séptima película, Hunt intenta localizar un par de llaves que podrían ayudar a acabar con una inteligencia artificial rebelde conocida como La Entidad. En el proceso se enfrenta a Gabriel, un terrorista aliado de La Entidad, también responsable en el pasado del asesinato de la novia de Hunt, lo que llevó a Hunt a convertirse en agente del FMI.

## Desarrollo del protagonista
El personaje de Ethan Hunt se desarrolla a través de la saga. En la primera película, Hunt es un as de la infiltración y técnicas de espionaje, y según su perfil ha aprendido Capoeira (artes marciales brasileñas). Muestra habilidades para el combate limitadas, así, da una patada a un agente de la CIA mientras roba la lista KUL pero más tarde es golpeado en una lucha por el mayor, aunque más experimentado, Jim Phelps. Normalmente está equipado con la Beretta 92FS 9mm semiautomática, que usa en todas las películas.
Con el progreso de la saga, sin embargo, Hunt abandona muchas de sus tácticas de estrategia en favor de la fuerza. Usa patadas, puños y técnicas de combate varias mientras se suceden los ataques a los terroristas en las dos siguientes películas. Más allá de esto, su personalidad se vuelve más extravagante y extrovertida durante las dos últimas películas.

## Recepción del personaje
En marzo de 2020, Hunt fue votado en el puesto 31 en la lista de "Los héroes de acción más incondicionales de la pantalla grande" de Ranker.
Vlad Dima, escribiendo en Bright Lights Film Journal, dijo que si bien la serie tiene éxito debido a "acrobacias ingeniosas y exageradas, el engaño implacable y, en última instancia, el poder de las estrellas de Tom Cruise", dijo, "Un elemento menos obvio, sin embargo, es un mito que se desarrolla lentamente a lo largo de la serie y llega a florecer completamente en Fallout... [es la eterna búsqueda de Ethan] Hunt para convertirse en el hombre perfecto." Dima dijo que Ethan Hunt "proviene de una larga línea de héroes de acción" y que el personaje (y las películas) se han vuelto más como James Bond y Jason Bourne. Hunt "borra todas las debilidades que hemos notado en cualquiera de estos héroes de la pantalla". Se diferencia de Bourne en conocer su condición de "un buen chico" y de Bond en no ser mujeriego, ya que sólo se preocupa por dos mujeres. Dima dijo: "Este detalle personal parece ser un requisito importante en la mitología del hombre perfecto".